# Franck Doté
Franck Doté (ur. 15 grudnia 1975) – piłkarz togijski grający na pozycji napastnika.

## Kariera klubowa
W swojej karierze Doté grał między innymi w gabońskich klubach AS Mangasport i Wongosport Lastoursville.

## Kariera reprezentacyjna
W reprezentacji Togo Doté zadebiutował w 1996 roku. W 1998 roku był w kadrze Togo na Puchar Narodów Afryki 1998. Zagrał na nim w 3 meczach: z Demokratyczną Republiką Konga (1:2), z Ghaną (2:1 i gol) i z Tunezją (1:3).
W 2000 roku Doté został powołany do kadry na Puchar Narodów Afryki 2000. Rozegrał na nim 1 mecz, z Ghaną (0:2).